# Podonomus uschuaiensis
Podonomus uschuaiensis är en tvåvingeart som först beskrevs av Günther Enderlein 1912.  Podonomus uschuaiensis ingår i släktet Podonomus och familjen fjädermyggor. Inga underarter finns listade i Catalogue of Life.